# جو هوكي
جوزيف بنديكت هوكي (من مواليد 2 أغسطس 1965) هو سياسي ودبلوماسي أسترالي سابق. كان عضوًا في البرلمان عن شمال سيدني من عام 1996 حتى عام 2015. وكان أمين صندوق أستراليا في حكومة أبوت من 18 سبتمبر 2013 حتى استقالته في سبتمبر 2015 من مجلس الوزراء. شغل سابقًا منصب وزير الخدمات الإنسانية ووزير التوظيف وعلاقات مكان العمل في حكومة هوارد. شغل أيضًا منصب سفير أستراليا لدى الولايات المتحدة من يناير 2016 حتى يناير 2020.
وُلد هوكي لأم أسترالية، بيفرلي، وأب أرمني من بيت لحم، ريتشارد هوكيدونيان، الذي ولد في فلسطين الانتدابية. تم تحويل لقب والده إلى "الهوكي" في عام 1948 بعد وصوله إلى أستراليا.

## الحياة المبكرة والمهنة
وُلِد هوكي كأصغر أربعة أشقاء في شمال سيدني لأم أسترالية تدعى بيفرلي وأب فلسطيني يدعى ريتشارد هوكيدونيان الذي وُلِد في فلسطين الانتدابية. حول لقب والده إلى "هوكي" في عام 1948 بعد وصوله إلى أستراليا. سميتي على اسم جوزيف بنديكت تشيفلي رئيس الوزراء بعد الحرب العالمية الثانية الذي سمحت سياسات الهجرة الخاصة به لوالده بدخول أستراليا.
تلقى هوكي تعليمه في كلية سانت ألويسيوس ميلسونز بوينت وجامعة سيدني وأقام في كلية سانت جون وتخرج بدرجة البكالوريوس في الآداب والبكالوريوس في القانون. أثناء وجوده في الجامعة كان رئيسًا لمجلس ممثلي طلاب جامعة سيدني وساعد في دعوة البابا يوحنا بولس الثاني لزيارة جامعة سيدني أثناء الزيارة البابوية الأسترالية عام 1986. في عام 1987 احتج هوكي على فرض بوب هوك رسومًا جامعية. شملت فترة ولاية هوكي كرئيس لنادي إس آر سي بالإضافة إلى الاحتجاجات تجديد مقر النادي وخفض نفقات هوني سويت وإغلاق غرفة النساء في نادي إس آر سي ولكن أيضًا افتتاح خدمة المشورة القانونية المجانية.  47 مع اقتراب نهاية فترة ولايته كرئيس لـ أس أر سي اتصل نائب رئيس الوزراء من حزب العمال الأسترالي ليونيل بوين بهوكي ودعاه للانضمام إلى حزب العمال الأسترالي. قام هوكي بالبحث في فلسفات جون ستيوارت ميل وقرر الانضمام إلى الحزب الليبرالي.: 48–49 بعد تخرجه عمل هوكي كمحامي متخصص في الشؤون المصرفية والمالية في شركة غرف كورس ويستغارث ثم عمل بعد ذلك كمدير للسياسة لدى رئيس وزراء نيو ساوث ويلز قبل دخوله عالم السياسة.

## المسيرة السياسية

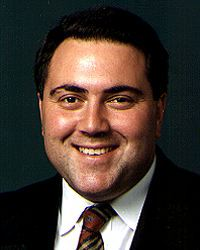
الهوكي أوائل التسعينيات

عمل هوكي كمستشار سياسي لرئيس الوزراء جون فاهي قبل انتخابات ولاية نيو ساوث ويلز عام 1995. أصبح هوكي رئيسًا لحزب الشباب الليبرالي في ولاية نيو ساوث ويلز وكان له منصب في حكومة ولاية نيك جراينر حيث قام بإصلاح الهيكل المالي والتجاري للولاية.

### حكومة هوارد
اختير هوكي كمرشح عن الحزب الليبرالي الأسترالي في انتخابات عام 1996 في قسم شمال سيدني عندما كان عمره 29 عامًا فقط. واجه منافسة قليلة في الاختيار الأولي حيث كان يُعتقد أن المرشح المستقل الذي شغل المقعد تيد ماك لا يقهر. ومع ذلك لم يرشح ماك نفسه مرة أخرى فلو كانت نواياه معروفة في وقت سابق لكان من المعتقد على نطاق واسع في ذلك الوقت أن هوكي كان سيواجه منافسة أكثر صرامة في الاختيار الأولي لمقعد كان يُعرف تقليديًا باسم "الشريط الأزرق" في الحزب الليبرالي. وكما كان الحال فقد ضمن هوكي نفسه تقريبًا أن يصبح العضو التالي في المقعد بفوزه في الاختيار الأولي. لقد أظهرت المباريات "التقليدية" بين الحزبين خلال فترة ماك أن شمال سيدني هو مقعد ليبرالي آمن إلى حد ما وكان من المتوقع أن يعود المقعد إلى الليبراليين بمجرد تقاعد ماك. على سبيل المثال في عام 1993 كان الليبراليون قد احتفظوا بالمقعد بهامش تقليدي بين الحزبين بلغ 9.5% وهو ما كان على حافة الأمان. وكما كان متوقعا استعاد هوكي المقعد لصالح الليبراليين بحصوله على 65.6 في المائة من الأصوات المفضلة للحزبين. لقد فاز في الواقع بنسبة 57.8 في المائة من الأصوات في الانتخابات التمهيدية وهي نسبة أكثر من كافية للفوز بالمقعد بشكل مباشر دون الحاجة إلى تفضيلات.
عندما كان يخوض انتخابات عام 1996 اشترى هوكي حافلة قام بطلائها بألوان فريق شمال سيدني بيرز الأمر الذي كان له تأثير في وضع هوكي كحزب مستقل وأظهر الروابط المحلية لهوكي. كان هوكي يوقف الحافلة في كل مكان في دائرته الانتخابية لزيادة الوعي. يقول روبرت أوريل مدير حملة هوكي في عام 1995 إن هوكي قدم نفسه كليبرالي في مناطق " جون هوارد " مثل لين كوف التي أعيد توزيعها مؤخرًا من مقعد هوارد في بينيلونج. وصف نفسه بأنه مستقل في مناطق مثل شمال سيدني وماكمهونز بوينت.: 89–90 استغل هوكي سمعة والديه داخل المجتمع المحلي واتصالاته التجارية للتواصل بنجاح مع المؤيدين والمتطوعين من خلال توزيع المظلات والهدايا التذكارية الأخرى. كانت قضية ضوضاء الطائرات من القضايا الرئيسية في انتخابات عام 1996 : فقد أغلق لوري بريتون وزير النقل في حزب العمال الأسترالي المدرجات الشرقية الغربية وفتح المدرجات الشمالية الجنوبية في مطار سيدني مما أدى إلى تحويل ضوضاء الطائرات من مقاعد حزب العمال إلى مقاعد الليبراليين.: 91–92 
بعد فترة وجيزة من انتخابه في عام 1996 عين رئيسًا لمنتدى مجتمع مطار سيدني. خلال هذا الوقت أقام هوكي صداقة مع أنتوني ألبانيز الذي أخذ هوكي إلى دائرته الانتخابية لرؤية عدم المساواة في مسارات المطار. بعد ذلك عمل هوكي على معالجة التناقضات في برنامج تحسين الضوضاء في المطار.: 98–99  أسس هوكي وزملاؤه من "الليبراليين الصغار" كريس جالوس وسوزان جينز جمعية جون ستيوارت ميل التي لم تدم طويلاً لمحاربة منتدى ليونز المحافظ.: 102 ألقى هوكي خطابه الأول في سبتمبر 1996 مسلطًا الضوء على الليبرالية الحديثة: 103–104 يتألف من الاعتراف بحقوق الفرد والديمقراطية البرلمانية والالتزام بتحسين المجتمع من خلال الإصلاح. سلط هوكي الضوء على تراث والده: 240 وأبرزت العوائق التي تحول دون نجاح المرأة.: 103–104 في الفترة التي سبقت انتخابات عام 1998 والتي وصفها هوكي بأنها "انتخابات ضريبة السلع والخدمات"مع أن كونه الوزير المسؤول عن ضريبة السلع والخدمات توقف هوكي عن الحملة الانتخابية قبل الانتخابات بفترة وجيزة لأنه شعر أن الحديث عن ضريبة السلع والخدمات كان يخسره الأصوات. عين كأول وزير للخدمات المالية والتنظيم من عام 1998 إلى عام 2001 ووزيرًا للأعمال الصغيرة والسياحة (2001-2004).
في يناير/كانون الثاني 2000 أجرى هوكي مقابلة مع برنامج جون لوز حول ضريبة السلع والخدمات مؤكداً موقف لجنة المنافسة والمستهلك الأسترالية (أيه سي سي سي) بشأن قدرة الشركات على تقريب أو خفض سعر السلع والخدمات عند الحاجة. وقد تسبب هذا في جدل ونشرت صحيفة ديلي تلغراف قصة أعلنت أنه يمكن فرض رسوم على الناخبين أكبر من ضريبة السلع والخدمات البالغة 10% التي وعدوا بها.: 114–117 
عندما أعلنت شركة أتش أي أتش للتأمين إفلاسها في مارس/آذار 2001 كان جو هوكي الوزير المسؤول عن هيئة التنظيم الاحترازي الأسترالية (أبرا)، التي أشرفت على شركة أتش أي أتش. ومع أن مكتب هوكي سعى للحصول على تأكيدات مكتوبة من هيئة الإسكان في هونج كونج بأن كل شيء على ما يرام إلا أن الجمهور شعر بأن هوكي هو المسؤول عن ذلك. وبعد أن علم أن الأضرار المقدرة تتراوح بين 4 إلى 8 مليارات دولار عرض هوكي الأمر على مجلس الوزراء وسعى للحصول على خطة إنقاذ. أشار بيتر كوستيلو إلى أن أبرا يجب أن تنظم أتش أي أتش.: 124–129 بعد انهيار شركة التأمين أتش أي أتش أصبح هوكي قلقًا بشأن نارما واتصل بلجنة الأوراق المالية والاستثمارات الأسترالية (أسيك) ولجنة المنافسة والمستهلك الأسترالية (أيه سي سي سي)، وهيئة الرقابة على الضرائب الأسترالية (أبرا)، ومكتب الضرائب الأسترالي وأمرهم بالتحقيق في شركة التأمين نرما بدقة.: 132 
كجزء من عمله كوزير للسياحة أنتج هوكي ورقة بيضاء لتحليل صناعة السياحة.
ومع عودة حكومة هوارد في عام 2004 عين كأول وزير للخدمات الإنسانية حيث أنشأ إدارة جديدة لتقديم خدمات الصحة والرفاهية وتولى الدور الإضافي المتمثل في مساعد وزير العلاقات في مكان العمل في أغسطس/آب 2006. تمت ترقيته إلى مجلس الوزراء في يناير 2007 عندما عين وزيرًا للتوظيف وعلاقات العمل ووزيرًا مساعدًا لرئيس الوزراء للخدمة العامة. مع أن شمال سيدني كان منذ فترة طويلة مقعدًا ليبراليًا بارزًا إلا أن هوكي كان أول شخص منذ أكثر من 60 عامًا يتم ترقيته إلى منصب وزاري أثناء شغله لهذا المقعد.
في عام 2004 اقترح هوكي بصفته وزيرًا للخدمات الإنسانية "بطاقة دخول" وأنفق 3 ملايين دولار للإعلان عن البطاقة قبل تقديم التشريع إلى البرلمان.
ظهر الهوكي بانتظام في البرنامج الصباحي للشبكة السبعة شروق الشمس في قسم" البنادق الكبيرة للسياسة "يناقش زعيم المعارضة كيفن رود جذب 20.000-30.000 مشاهد إضافي يمكنهم ضبطه خصيصا لهذا الجزء حتى إنهي الترتيب بشكل متبادل في 16 أبريل 2007 بعد الجدل حول خطط تنظيم ما قبل الفجر يوم أنزاك الخدمة في فيتنام. ينسب الهوكي الفضل إلى هذا العرض لتقديمه إلى جمهور ليس لديه اهتمام بالسياسة.: 141–142 

## الحياة الشخصية
التقى هوكي بميليسا باباج زوجته المستقبلية في عام 1991 في مؤتمر ولاية الحزب الليبرالي الشبابي.: 54 في 18 ديسمبر 1994 تزوج هوكي من باباج وهو مصرفيه استثماريه ثم أصبح رئيسًا لقسم الصرف الأجنبي والتمويل العالمي في دويتشه بنك. اعتبارًا من عام 2014 كان للزوجين ثلاثة أطفال ويعيشون في هانترز هيل نيو ساوث ويلز. عند ولادة طفله الأصغر أصبح هوكي أول وزير فيدرالي يأخذ إجازة الأبوة. لقد سار على مسار كوكودا وتسلق جبل كليمنجارو لجمع الأموال لشراء المعدات الطبية. أصبح هوكي وزوجته مالكين لمزرعة ماشية تبلغ مساحتها 200 هكتار في مالاندا بالقرب من كيرنز كوينزلاند. في عام 2012 خسر أكثر من 20كجم بعد جراحة تكميم المعدة.
في عام 2014 رفع هوكي إجراءات تشهير ضد شركة فيرفاكس ميديا بسبب مقال نُشر في صحفها سيدني مورنينج هيرالد وإيدج وكانبيرا تايمز بعنوان "أمين الصندوق للبيع " والذي قال إنه يوحي زوراً بأنه قبل رشاوى مدفوعة للتأثير على قراراته وأنه باع بشكل فاسد حق الوصول المتميز إلى مجموعة مختارة من المانحين للحزب الليبرالي. وفي مارس/آذار 2015 عقدت محاكمة لتحديد ما إذا كانت هذه الادعاءات قابلة للدفاع عنها في المحكمة العليا لولاية نيو ساوث ويلز أمام القاضي ريتشارد وايت حيث زعم هوكي أن الادعاءات الكاذبة من النوع الوارد في المقال وسلوك فيرفاكس أثناء الإجراءات دليل على نية خبيثة لتشويه سمعته الطيبة وثم يبرر منح تعويضات مشددة. مثل الهوكي بواسطة نادي بروس ماكلينتوك. دافع عن فيرفاكس من قبل الدكتور مات كولينز كيو سي. في يونيو 2015 حكم القاضي جزئيًا لصالح هوكي حيث حكم بأن العنوان الذي قام برؤيته بدون المقال كان تشهيريًا ومنح هوكي 200 ألف دولار كتعويضات. أمرت المحكمة شركة فيرفاكس بدفع 15% من تكاليف المحكمة الخاصة بالهوكي.